# Wieke Dijkstra
Wieke Elisabeth Henriëtte Dijkstra (Ámsterdam, 19 de junio de 1984) es una exjugadora neerlandesa de hockey sobre césped.

## Trayectoria
Dijkstra tuvo su primera participación olímpica en Pekín 2008. En su primer juego olímpico derrotó a Argentina en semifinales y venció a la selección anfitriona en la final del torneo y obtuvo la medalla de oro.